# Artés (ort)
Artés är en ort i Spanien.   Den ligger i provinsen Província de Barcelona och regionen Katalonien, i den östra delen av landet, 500 km öster om huvudstaden Madrid. Artés ligger 317 meter över havet och antalet invånare är 4 951.
Terrängen runt Artés är huvudsakligen kuperad, men åt sydväst är den platt. Runt Artés är det glesbefolkat, med 10 invånare per kvadratkilometer. Närmaste större samhälle är Manresa, 13,3 km sydväst om Artés. 